# プロチェ
プロチェ（クロアチア語:Ploče、イタリア語:Porto Tòlero）は、クロアチア南部、ドゥブロヴニク＝ネレトヴァ郡の町（grad）であり、重要な港湾都市である。2001年時点の人口は10,834人であり、民族的にはクロアチア人が95.12%と大部分を占めている。
プロチェはアドリア海に面しており、ネレトヴァ川河口が形成する三角州のすぐ北に位置しており、南北に伸びる中央ディナル・アルプス山脈の南の終端にあたる。そのため、ボスニア・ヘルツェゴビナの最重要港として利用されており、汎ヨーロッパ回廊（Pan-European corridor）5C線の終端ともなっている。
プロチェの港が初めて文献に記されたのは1387年11月6日であるが、本格的な港が築かれるのは現代に入ってからである。現在のプロチェの港は1939年に建造が始まったが、第二次世界大戦によって中断し、1945年の終戦に伴って再開された。1948年には人口は480人にまで増加した。1960年代半ばにアドリア海沿いの道路とネレトヴァ鉄道（Neretva railway）の支線がプロチェへと結ばれると、町は急速に拡大した。
プロチェは、1950年から1954年まで、および1980年から1990年までの間、ユーゴスラビア社会主義連邦共和国の政治家エドヴァルト・カルデリの名にちなむカルデリェヴォ（Kardeljevo）の呼称が用いられていた。
ボスニア・ヘルツェゴビナとクロアチアは、プロチェの港湾施設をボスニア・ヘルツェゴビナが使用できる経済特区とする案について交渉を進めているが、港に対するクロアチアの主権が制限されることに対するクロアチア市民の反対や、地元当局の反対にあっている。ボスニア・ヘルツェゴビナ政府は、99年間にわたって港をボスニア・ヘルツェゴビナが主権を有する租借地とすることを望む一方、クロアチアは自国の主権の下でボスニア・ヘルツェゴビナに商業利用を認めることまでしかできないとしている。
これは両国間で長年にわたる課題であり、クロアチアの飛び地ドゥブロヴニクと本土とを結ぶボスニア・ヘルツェゴビナ領のネウムの通行に関してクロアチア側の便宜を図る見返りに、ボスニア・ヘルツェゴビナはプロチェ港の特権的な利用を求めている。クロアチアは、ボスニア・ヘルツェゴビナ領を経由せずに自国の本土とドゥブロヴニクとを結ぶペリェシャツ橋建造の計画を進めているが、これはボスニア・ヘルツェゴビナ政府の反発を招いている。
地元民は町をプロチャ（Ploča）と呼んでいる。